# Зефиров, Тимур Львович
Тиму́р Льво́вич Зефи́ров (род. 3 мая 1955, Казань) — советский и российский физиолог, доктор медицинских наук, профессор Казанского государственного университета.

## Биография
Родился 3 мая 1955 года в Казани. Отец — Лев Николаевич Зефиров (1926—1996), профессор Казанского государственного университета, заведовавший кафедрой физиологии человека и животных КГУ. Брат — Андрей Львович Зефиров (род. 1950), академик РАН, декан лечебного факультета Казанского государственного медицинского университета.
В 1972 году поступил и в 1978 году окончил с отличием лечебный факультет Казанского государственного медицинского института по специальности «лечебное дело».
В 1969 году вступил в комсомол. В 1977—1978 годах был заместителем секретаря комитета ВЛКСМ КГМИ.
В студенческие годы руководил песенным ансамблем «Лель», побеждавшим в районных и городских конкурсах песни (1975—1978).
В 1981 году поступил на работу в Казанский государственный университет на биолого-почвенный факультет.
Заведующий кафедрой охраны здоровья человека Института фундаментальной медицины и биологии Казанского федерального университета.

## Научная деятельность
Доктор медицинских наук с 1999 года. Тема докторской диссертации «Нервная регуляция сердечного ритма крыс в постнатальном онтогенезе».
Профессор Казанского университета с 2001 года.
Научные интересы:
- нейрофизиология,
- физиология деятельности сердечной мышцы,
- физиология памяти и внимания,
- возрастная физиология,
- охрана здоровья работников и учащихся.

Заместитель председателя Диссертационного Совета Казанского федерального университета.
Соавтор многочисленных учебных пособий по физиологии и безопасности жизнедеятельности.

## Награды, премии, почётные звания
- Почётная грамота Совета Министров ТАССР (5 апреля 1976)[3]
- Почётная грамота Министерства образования Российской Федерации (6 июня 2001)[3]
- Заслуженный деятель науки Республики Татарстан (15 ноября 2006)[3]
- Почётный работник высшего профессионального образования Российской Федерации (10 сентября 2007)[3]
- Заслуженный работник высшей школы Российской Федерации (25 июля 2021) — за заслуги в научно-педагогической деятельности, подготовке квалифицированных специалистов и многолетнюю добросовестную работу
- И. Зиятдинова, А. М. Купцова, А. Л. Зефиров // Бюллетень экспериментальной биологии и медицины. — 2021. — Т.172, № 8. — с. 144—147.
- Зефиров Т. Л. Эффекты стимуляции a2-адренорецепторов на потенциал действия рабочих кардиомиоцитов предсердия крыс / Т. Л. Зефиров, Л. И. Фасхутдинов, Н. И. Зиятдинова, А. М. Галиева, А. Л. Зефиров // Бюллетень экспериментальной биологии и медицины. — 2019. — Т. 167. — № 5. — С. 537—541.
- Т. Л. Зефиров, Л. И. Хисамиева, Н. И. Зиятдинова, А. Л. Зефиров Влияние селективной блокады a2С-адренорецепторов на сердечную деятельность развивающихся крыс / Бюлл. эксп. биол. и мед. 2015. — Том 159. № 6. — 664—667 ISSN 03659615
- Зефиров Т. Л. Возрастные особенности холинергической регуляции сердца крысы / Т. Л. Зефиров, Н. И. Зиятдинова, И. И. Хабибрахманов, А. Л. Зефиров // Российский физиологический журнал, Санкт-Петербург: Наука.-2015 г. Т.101. № 2, С. −189-199.
- Физиология возбудимых тканей и центральной нервной системы: Руководство к практическим занятиям по физиологии человека и животных: Учебно-методическое пособие / Т. А. Аникина, Т. Л. Зефиров, А. В. Крылова, Ф. Г. Ситдиков. — Казань: ТГГПУ, 2011. — 96 с.